# Гуві (Бельгія)
Гуві — комуна у Валлонії, розташована в провінції Люксембург, округ Бастонь. Належить Французькому мовному співтовариству Бельгії. На площі 165,11 км² проживає 4690 осіб (щільність населення — 28 осіб/км²), з яких 49,96 % — чоловіки та 50,04 % — жінки. Середній річний дохід душу населення 2003 року становив 10 060 євро.
Поштовий код: 6670-6674. Телефонний код: 080.

## Галерея

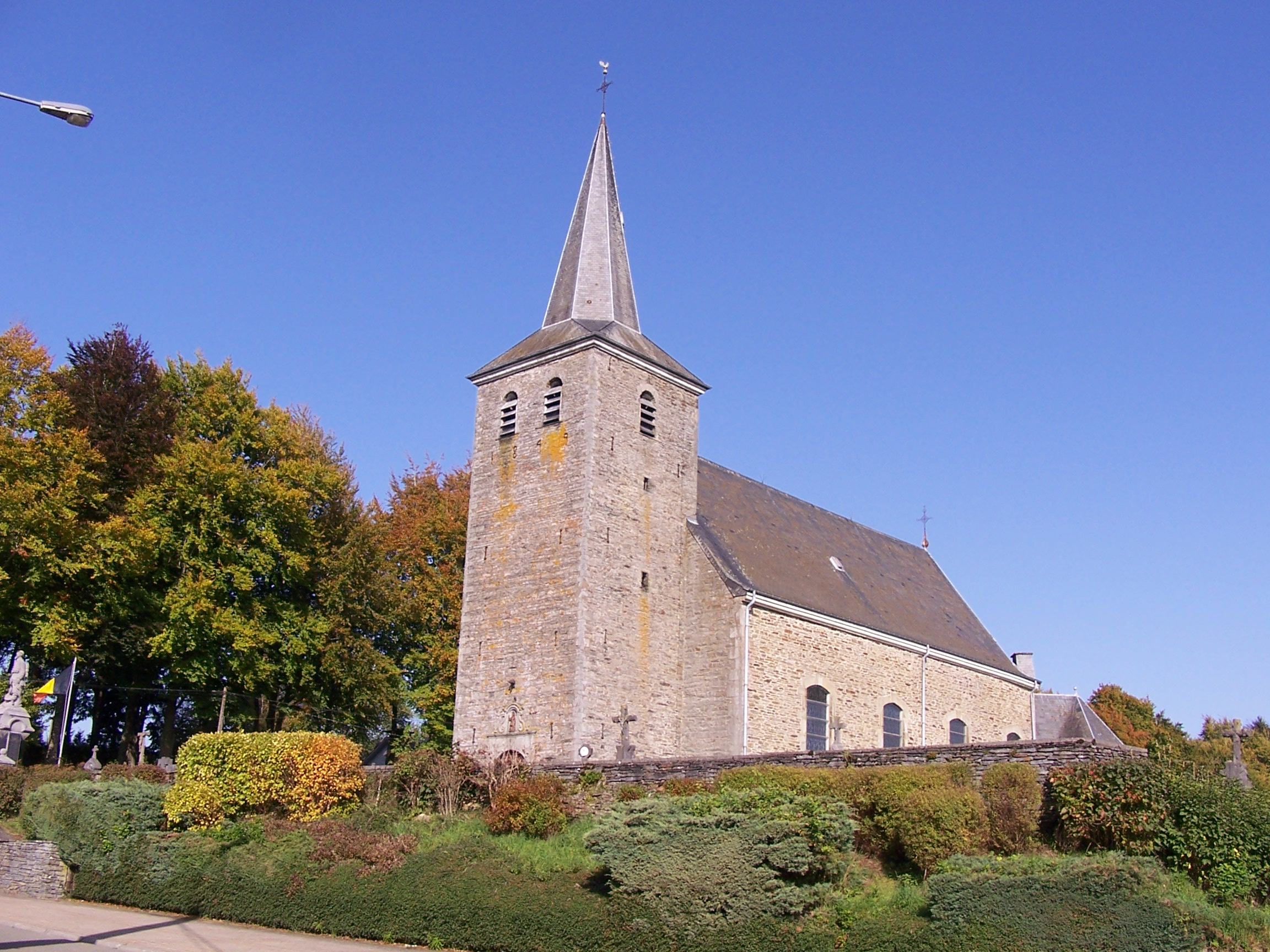
Церква
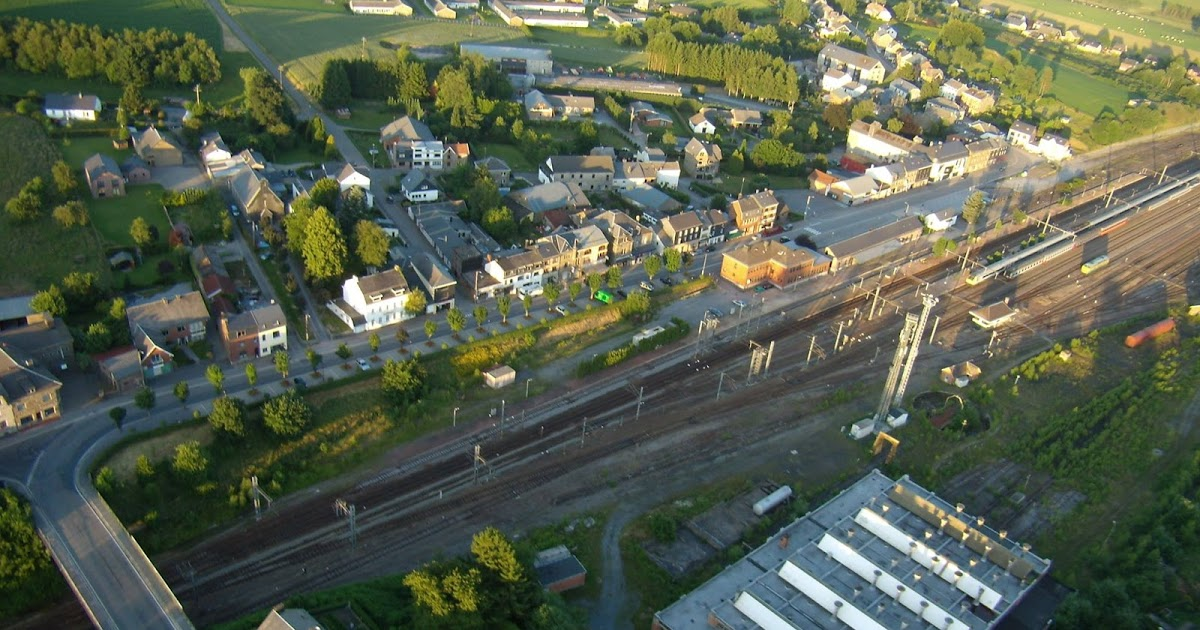
Вокзал
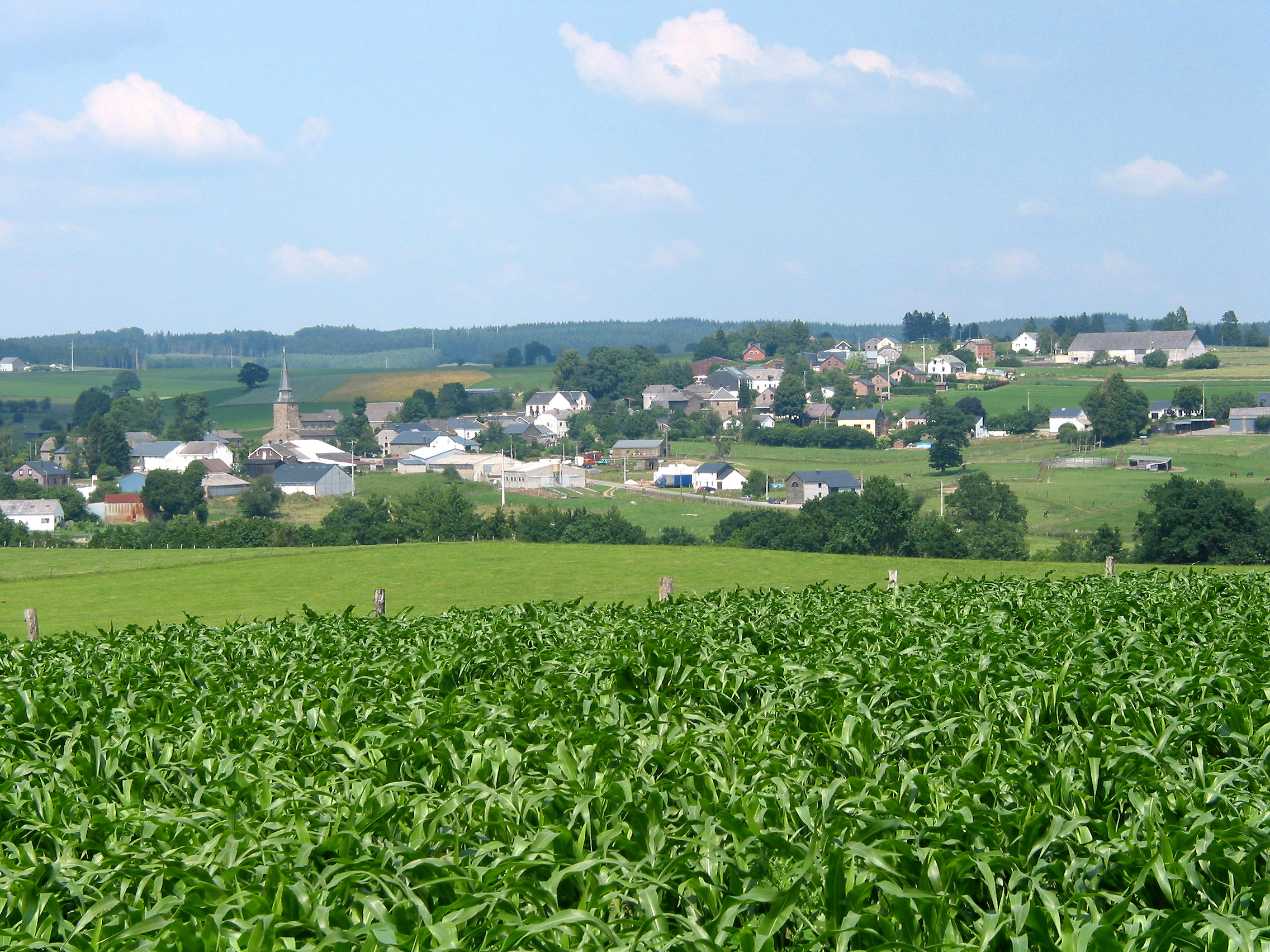
Місто зі сторони поля
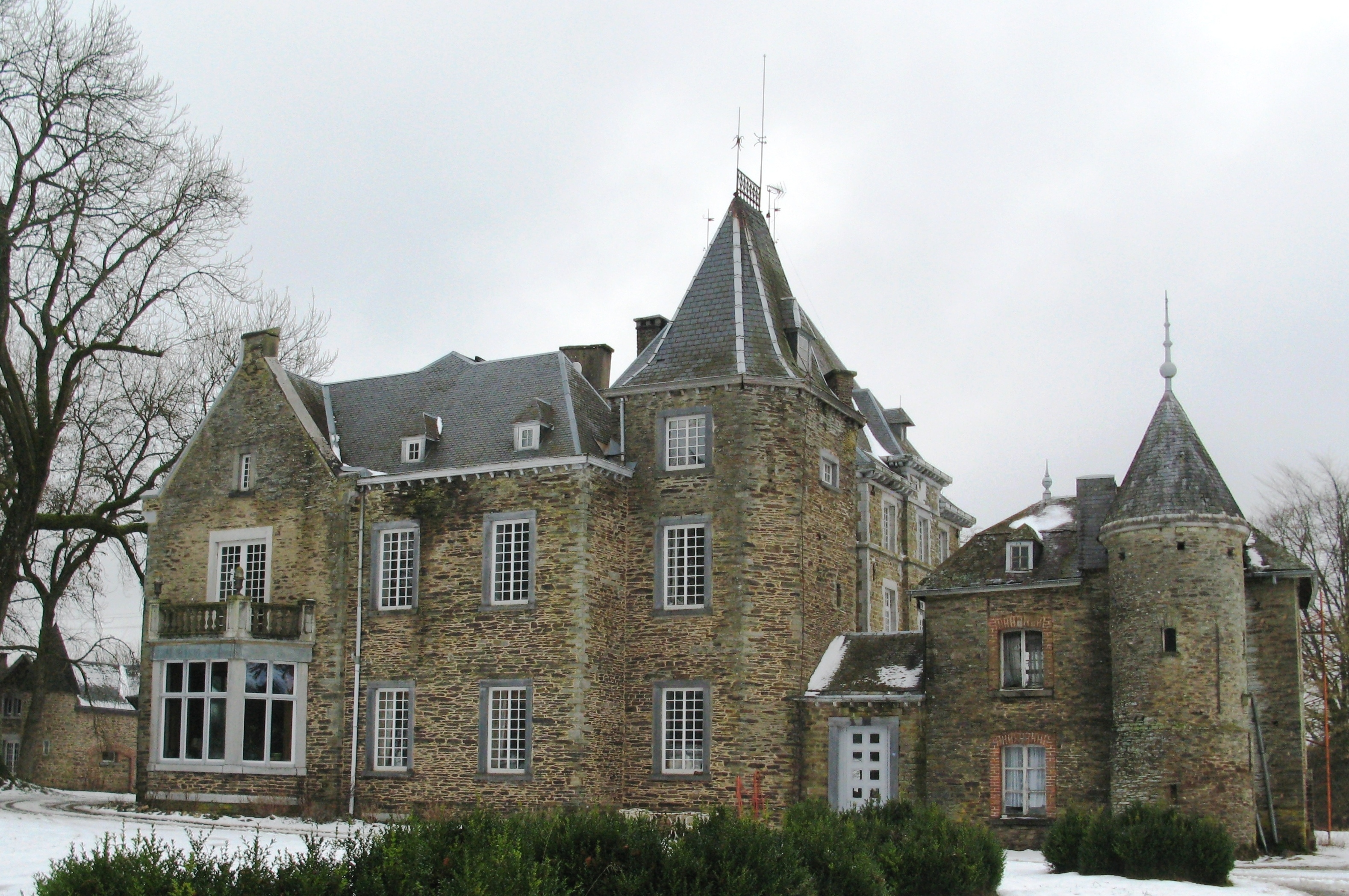
Замок Лігерін
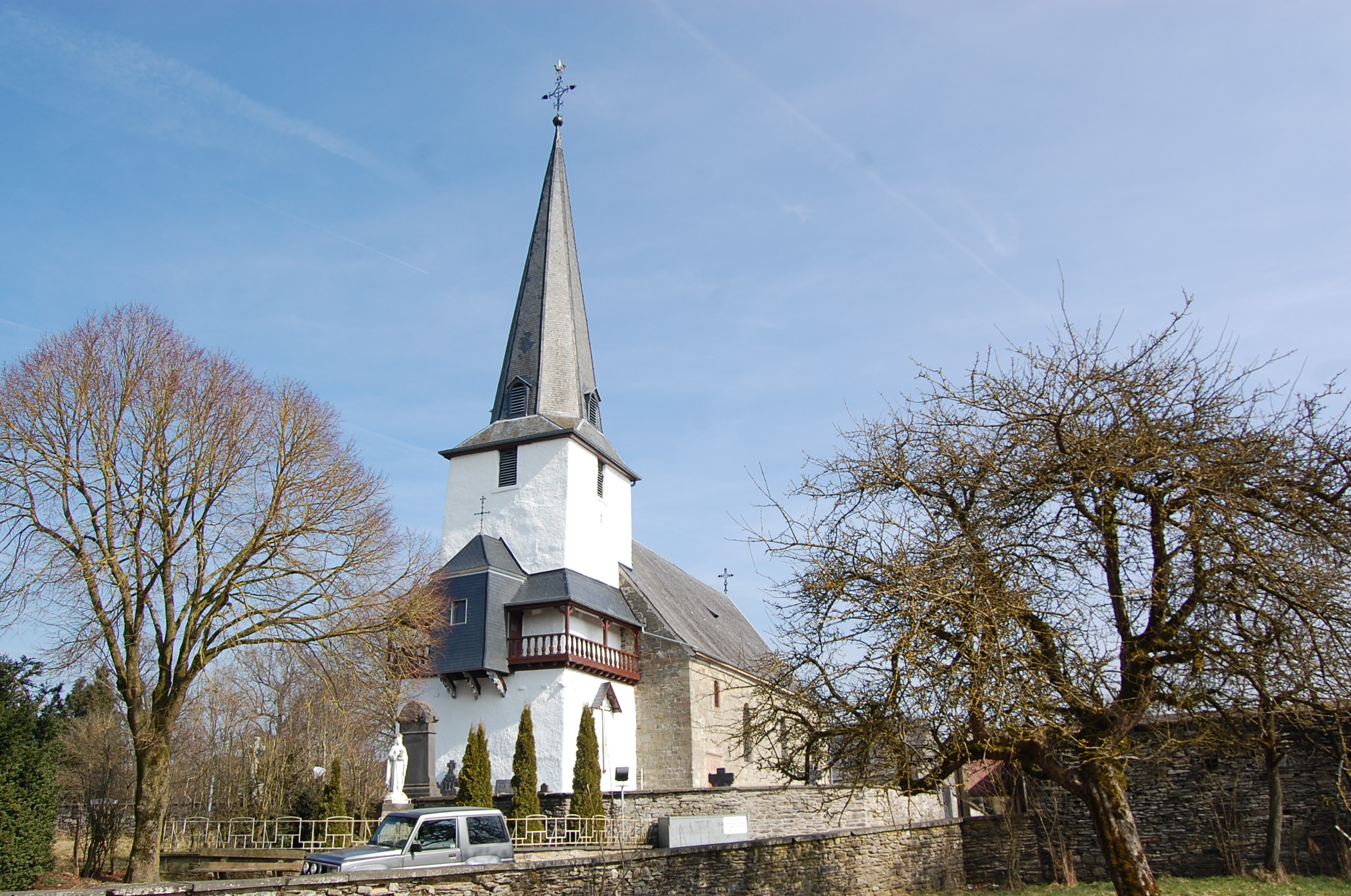
Церква святого Петра
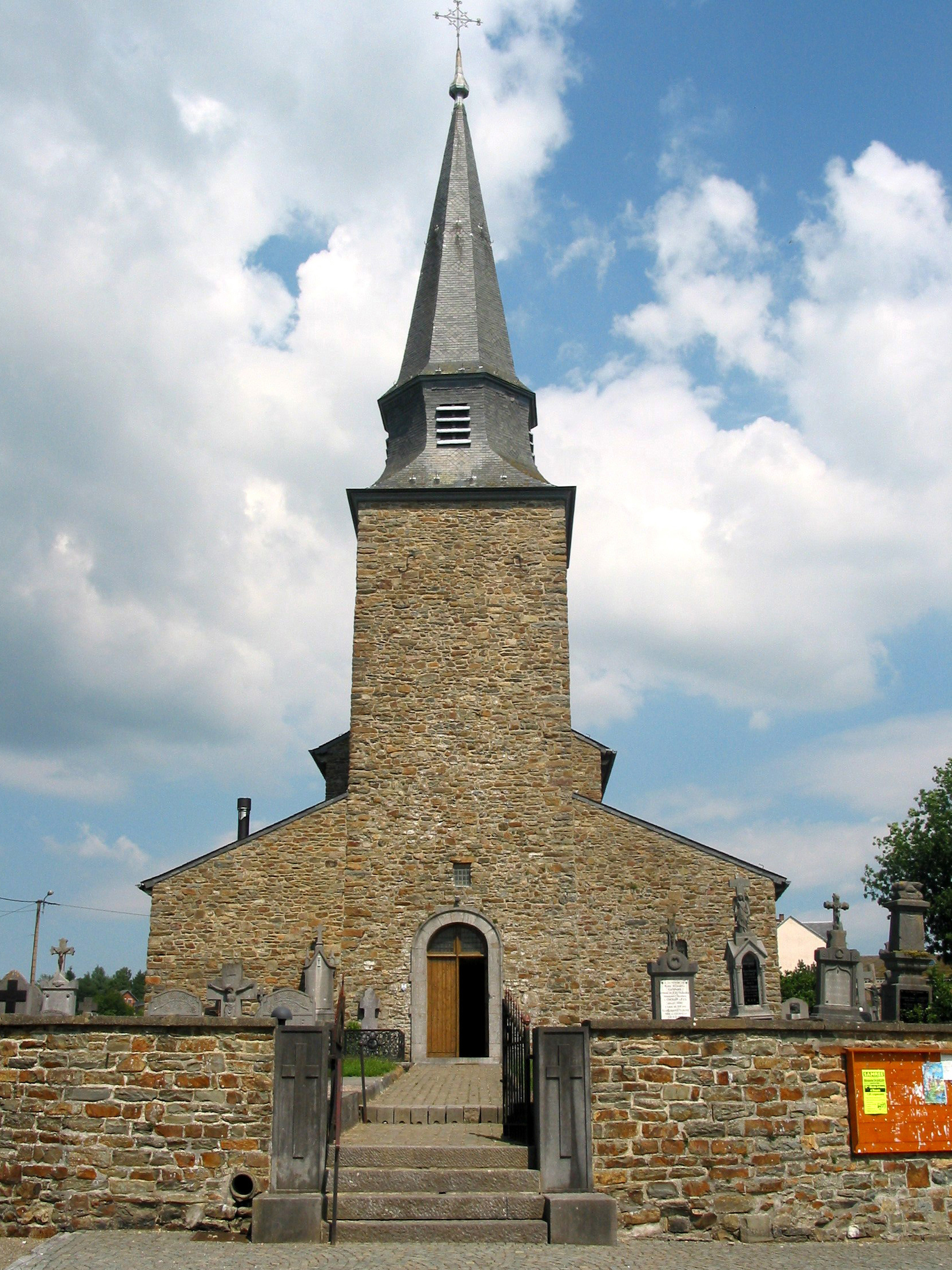
Церква Святого Вінсента
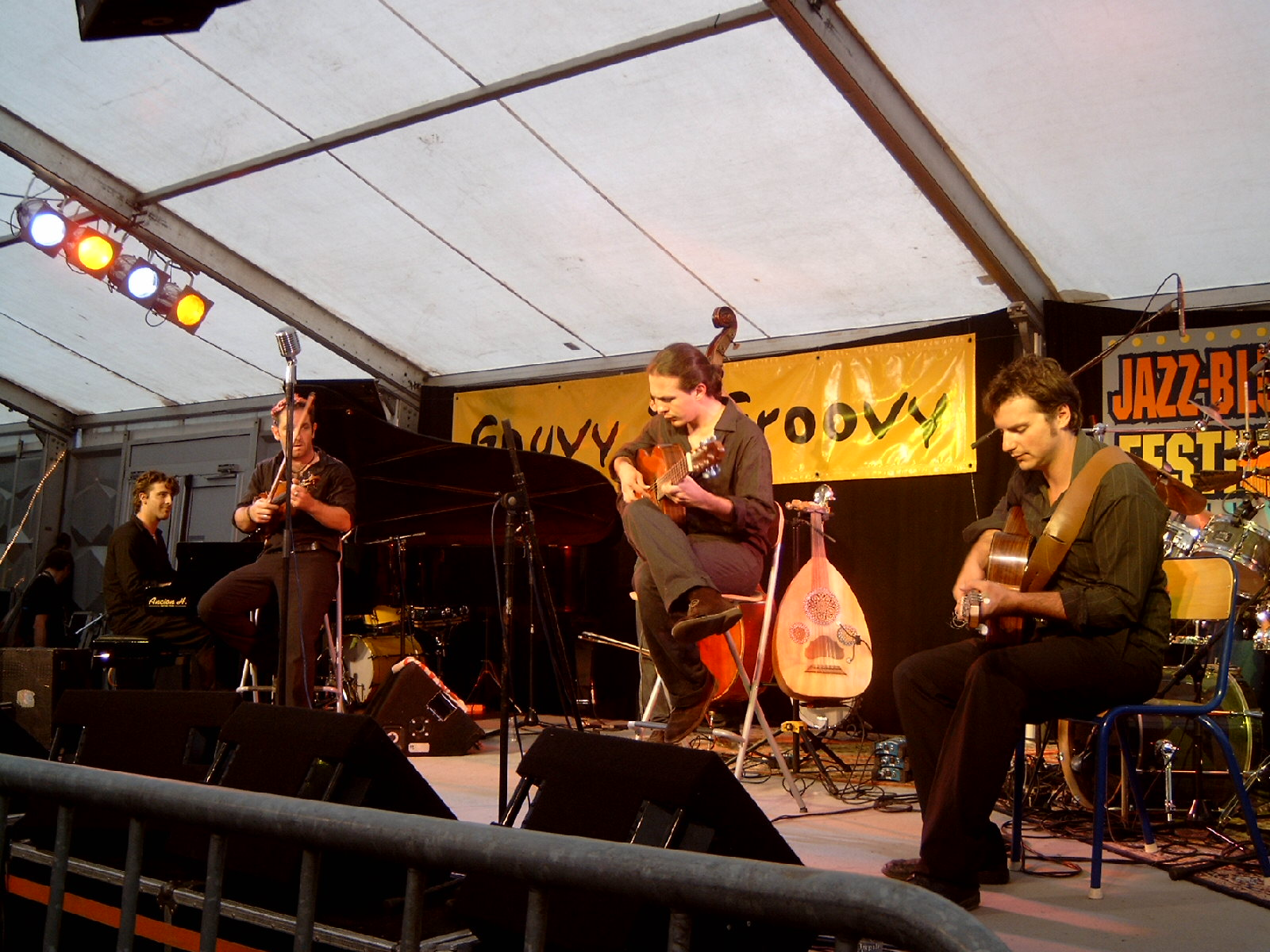
Джазовий фестиваль у 2005 році
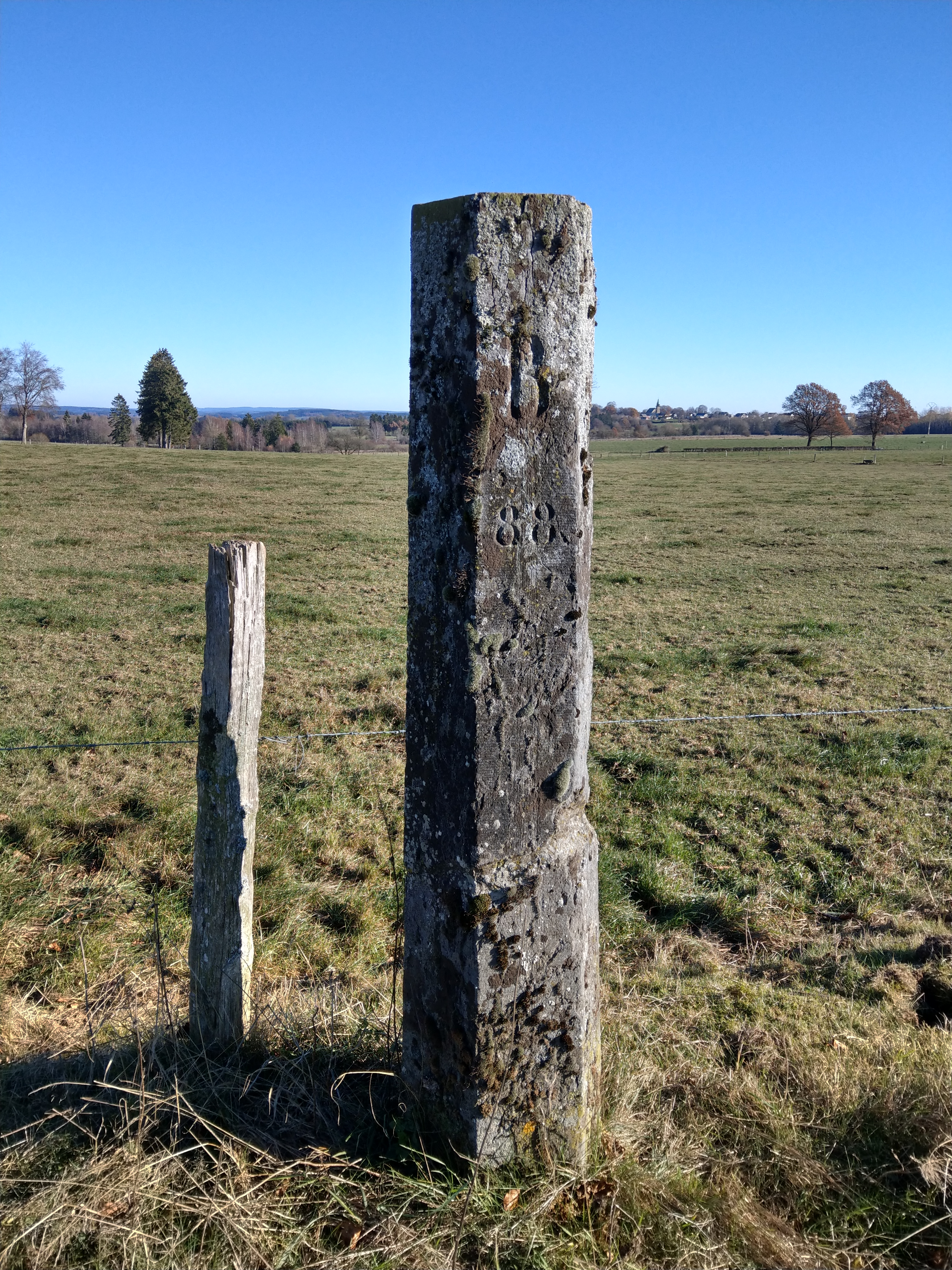
Прикордонний камінь збудований у 1863-1865 королівством Прусія на кордоні між муніципалітетами Burg-Reuland та Гуві. Після Версальського договору 1920 року втратив значення.
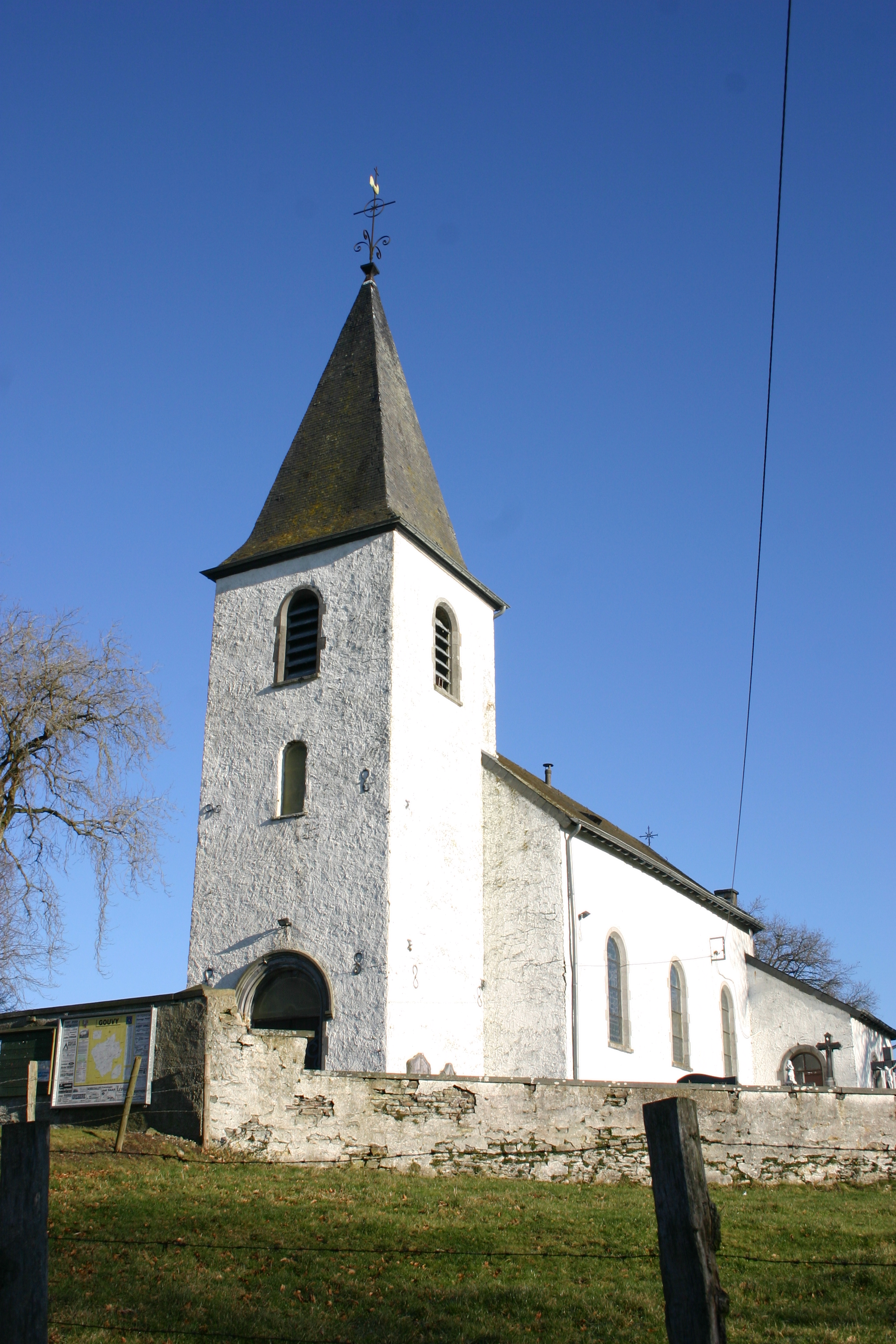
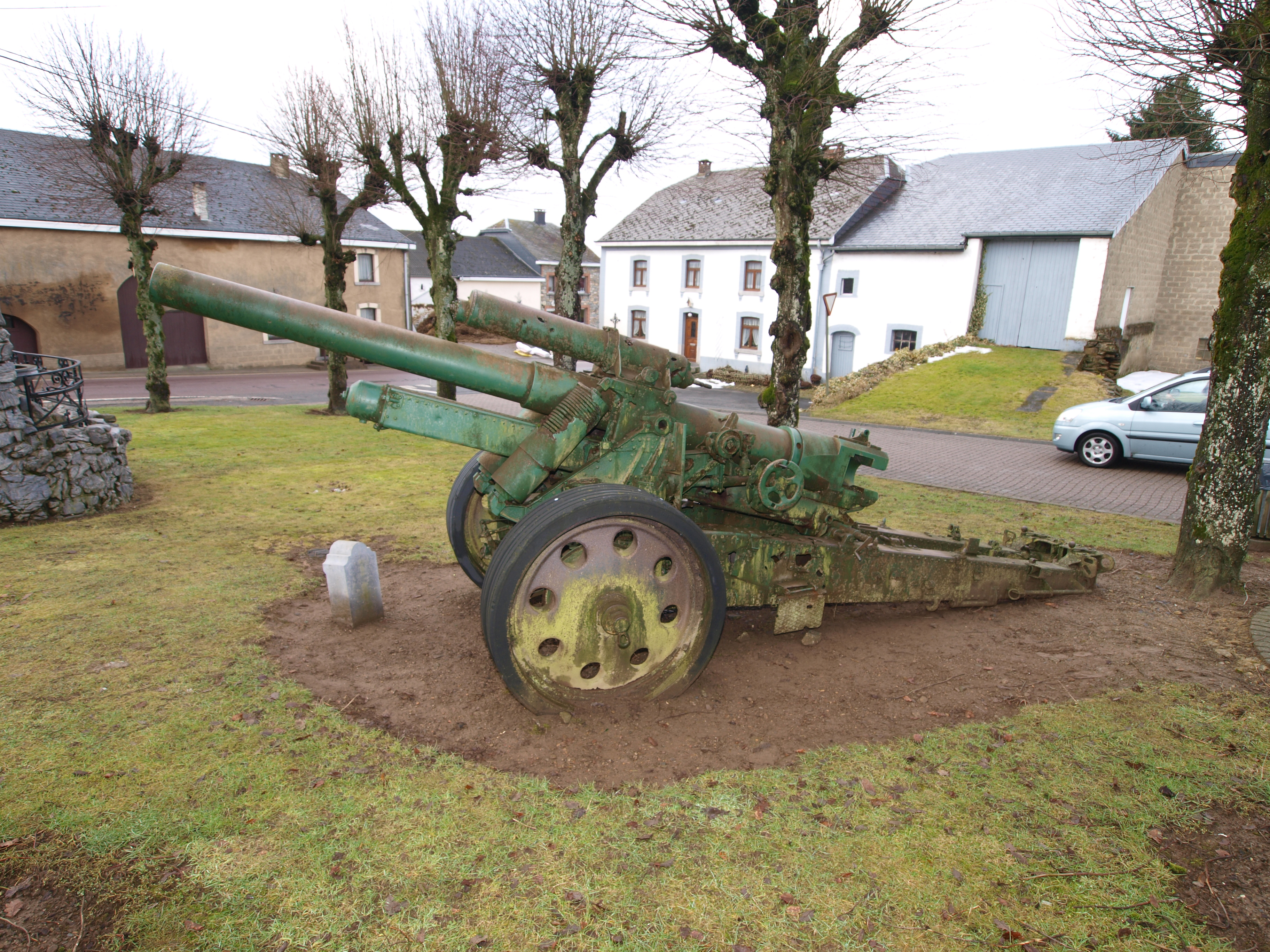
Гармата у Шерейні